# Павлов, Константин Владимирович
Павлов, Константин Владимирович (род. 28 апреля 1973) — российский пауэрлифтер, Заслуженный мастер спорта России.

## Карьера
Воспитанник И. Г. Деревянко (Ленинск-Кузнецкий).
В 1992 году завоевал серебро на юниорском чемпионате России, серебро взрослого чемпионата чемпионата России по жиму лёжа.
В 1993 году завоевал серебро чемпионата России. Также он стал чемпионом России среди юниоров, вице-чемпионом Европы среди юниоров и бронзовым призёром юниорского чемпионата мира.
В 1994 году Константин проводит, как и прежний: серебро чемпионата России, золото чемпионата России среди юниоров, серебро чемпионата Европы среди юниоров и бронза — чемпионата мира среди юниоров. Кроме этого Павлов становится чемпионом России по жиму лёжа и серебряным призёром чемпионата мира по жиму лёжа.
В 1995 году Павлов становится чемпионом России, чемпионом Европы, чемпионом Европы среди юниоров, чемпионом мира. Также он становится чемпионом Европы и вице-чемпионом мира по жиму лёжа.
В 1996 году К. Павлов становится чемпионом России, чемпионом Европы, чемпионом Европы среди юниоров, чемпионом мира. Также он побеждает на чемпионатах Европы и мира по жиму лёжа.
В 1997 году становится вице-чемпионом мира, вице-чемпионом Европы, чемпионом Европы по жиму лёжа.
Чемпионат России 1998 года Константин выигрывает с национальным рекордом — 625 кг в сумме. Также он выигрывает чемпионат Европы и мира. На чемпионате мира по жиму лёжа Константин становится вторым.
В феврале 1999 года Павлов выигрывает чемпионат России, при этом он устанавливает национальный рекорд (251 кг) в приседании. В мае 1999 года он побеждает на чемпионате Европы, а в ноябре — на чемпионате мира.
В 2000 году снова титулы чемпиона России, Европы и мира.
В 2001 году кроме титулов чемпиона России, Европы и мира Константин выиграл серебро на Всемирных играх.
В 2002 году Константин снова выигрывает титулы сильнейшего на чемпионатах России, Европы и мира.
Такие же достижения и в 2003 году. И в 2004 году ему нет равных на всех чемпионатах. 2005 год приносит снова все три титула.в 2006 году — снова три победы.
Лишь в 2007 году он оступился на чемпионате мира, став вторым.
Начиная с 2008 года Константин стал выступать лишь в жиме, выигрывая многие чемпионаты.
А с 2013 года стал выступать в категории Мастерс.
В 2019 году вернулся в соревновательный экипировочный пауэрлифтинг, выиграв чемпионат мира среди ветеранов в ЮАР.
Спортсмен-инструктор муниципального спортивного учреждения ДЮСШ г. Ленинска-Кузнецкого, до 2012 года.
С 2012 года по 2014 год заместитель директора ДЮСШ г. Ленинска-Кузнецкого.
С 2014 по 2016 год Директор МАУ ДО «СДЮСШОР по футболу» г. Кемерово.